# Drei kleine Geister
Drei kleine Geister (Originaltitel: jap. ちいさなおばけアッチ・コッチ・ソッチ, Chiisana Obake Atchi, Kotchi, Sotchi, dt. „Die kleinen Geister ‚Dort‘, ‚Hier‘ und ‚Da‘“) ist eine Anime-Fernsehserie, die zwischen 1991 und 1992 entstand.

## Handlung
Im Fokus der Handlung stehen die Abenteuer der drei Geister Bumper, Cutter und Sally (Atchi, Kotchi und Sotchi). Dabei haben sie die Fähigkeit zu fliegen, sich unsichtbar zu machen und ihre Gestalt zu verändern. Die Zuschauer sollen dabei wichtige Werte, wie z. B. Freundschaft und Toleranz, vermittelt bekommen.

## Produktion und Veröffentlichung
Die Serie wurde zwischen 1991 und 1992 in japanisch-amerikanischer Zusammenarbeit produziert. Dabei sind 50 Folgen entstanden. Eine Folge enthält dabei immer zwei einzelne Erzählungen (Doppelfolge). Produziert wurde die Serie von Studio Pierrot im Auftrag von Nippon Television. Regie führte Osamu Kobayashi und Hauptautor war Shigemitsu Taguchi. Das Charakterdesign stammt von Hideo Kawauchi und die künstlerische Leitung lag bei Yūji Ikeda. Die Musik der Serie wurde komponiert von Takeshi Ike. 
Erstmals ausgestrahlt wurde die Serie am 9. April 1991 auf Nippon TV.
Saban Entertainment lokalisierte die Serie außerhalb Japans. Die darauf basierende Erstausstrahlung der deutschen Fassung fand 1994 auf RTL statt. Weitere Ausstrahlungen erfolgten ebenfalls auf Super RTL und Jetix. Der Anime wurde außerdem ins Englische, Spanische, Italienische und Polnische übersetzt und im Fernsehen ausgestrahlt.

## Synchronisation
| Rolle         | Japanische Stimme | Deutsche Stimme |
| ------------- | ----------------- | --------------- |
| Atchi/Bumper  | Yōko Teppōzuka    |                 |
| Kotchi/Cutter | Akiko Yajima      | Joachim Kaps    |
| Sotchi/Sally  | Taeko Kawata      |                 |
| Akane         | Aya Hisakawa      |                 |

## Episodenliste
| Nr. | Part | deutscher Titel                | Nr. | Part | deutscher Titel                |
| --- | ---- | ------------------------------ | --- | ---- | ------------------------------ |
| 1   | a    | Festessen                      | 26  | a    | Der seltsame Sonnenschirm      |
| 1   | b    | Sallys großer Hit              | 26  | b    | Ein Pinguin wird lebendig      |
| 2   | a    | Neue Freunde                   | 27  | a    | Sellerie                       |
| 2   | b    | Volles Haus                    | 27  | b    | Wir brauchen keinen Strom      |
| 3   | a    | Die Überraschung               | 28  | a    | Eiszeit                        |
| 3   | b    | Ein schöner Traum              | 28  | b    | Das alte Karussell             |
| 4   | a    | Geisterkrieg                   | 29  | a    | Regen mit Nachspeise           |
| 4   | b    | Aufnahmeprüfung                | 29  | b    | Babysprache                    |
| 5   | a    | Pizza nach Wahl                | 30  | a    | Katzenfisch                    |
| 5   | b    | Geist in der Schule            | 30  | b    | Die Abschiedsfahrt             |
| 6   | a    | Ein Gespenst hat Angst         | 31  | a    | Pilzmenü                       |
| 6   | b    | Betty, der Dreckspatz          | 31  | b    | Der Fenstersturz               |
| 7   | a    | Das Versteckspiel              | 32  | a    | Magische Kräfte                |
| 7   | b    | Wenn Wünsche sich erfüllen     | 32  | b    | Haarzauber                     |
| 8   | a    | Bumpers große Reise            | 33  | a    | Das schwebende Restaurant      |
| 8   | b    | Eine schwierige Kundin         | 33  | b    | Gesunde Rache                  |
| 9   | a    | Der fliegende Hamburger        | 34  | a    | Ein Loch im Topf               |
| 9   | b    | Wohnung gesucht                | 34  | b    | Hartnäckige Locken             |
| 10  | a    | Mäuseplage                     | 35  | a    | Rivalen                        |
| 10  | b    | Plagegeister                   | 35  | b    | Die Klassenbeste               |
| 11  | a    | Zauber-Pizza                   | 36  | a    | Ein freies Leben               |
| 11  | b    | Nudelsuppe mit Musik           | 36  | b    | Der Schatten                   |
| 12  | a    | Das Badeparadies               | 37  |      | Ein besonderer Gast            |
| 12  | b    | Ein gefährlicher Auftrag       | 38  | a    | Wisst ihr noch, damals?        |
| 13  | a    | Das große Rätsel               | 38  | b    | Geistertreffen                 |
| 13  | b    | Mal schwarz, mal weiß          | 39  | a    | Auch Geister frieren           |
| 14  | a    | Geschmacksache                 | 39  | b    | Die Hausaufgabe                |
| 14  | b    | Schmutzwäsche                  | 40  | a    | Das harte Leben von der Straße |
| 15  | a    | Bruchlandung                   | 40  | b    | Insektenspray                  |
| 15  | b    | Das Zeugnis                    | 41  | a    | Der Simulant                   |
| 16  | a    | Das Geheimrezept               | 41  | b    | Gesucht und gefunden           |
| 16  | b    | Die Tintenfischwolke           | 42  | a    | Schlaflose Nächte              |
| 17  | a    | Das Picknick                   | 42  | b    | Die Rache der Hexe             |
| 17  | b    | Strandabenteuer                | 43  | a    | Der Fernsehstar                |
| 18  | a    | Krach und Kummer               | 43  | b    | Eingeschneit                   |
| 18  | b    | Die Gruselparty                | 44  | a    | Popcorn-Pause                  |
| 19  | a    | Das Südsee-Restaurant          | 44  | b    | Die Zaubermütze                |
| 19  | b    | Die Ersatzmutter               | 45  | a    | Die Überraschungsparty         |
| 20  | a    | Zuckerwattewolken              | 45  | b    | Die Rettung                    |
| 20  | b    | Morgen, morgen nur nicht heute | 46  | a    | Tomatenschmaus                 |
| 21  | a    | Ein trauriger Geburtstag       | 46  | b    | Der Preis der Freundschaft     |
| 21  | b    | Ein schrecklicher Kunde        | 47  | a    | Tiggo will nicht baden         |
| 22  | a    | Die dicke Prinzessin           | 47  | b    | Ein Waschbär                   |
| 22  | b    | Der Klassenausflug             | 48  | a    | Der Hochstapler                |
| 23  | a    | Keine Tränen                   | 48  | b    | Glück im Unglück               |
| 23  | b    | Ein seltsames altes Haus       | 49  | a    | Ein Ausflug unter die Erde     |
| 24  | a    | Das neue Gericht               | 49  | b    | Der Seehund                    |
| 24  | b    | Rettet den Baum                | 50  | a    | Freunde machen Freunde         |
| 25  | a    | Das hungrige Echo              | 50  | b    | Die Riesen-Geister-Party       |
| 25  | b    | Schwarze Spiegel               |     |      |                                |